# 1464
Пізнє Середньовіччя •  Відродження •  Реконкіста •  Ганза •  Ацтецький потрійний союз •  Імперія інків

## Геополітична ситуація
Османську державу очолює Мехмед II Фатіх (до 1481). Імператором Священної Римської імперії є Фрідріх III. У Франції королює Людовик XI (до 1483).
Апеннінський півострів розділений: північ належить Священній Римській імперії, середню частину займає Папська область, південь належить Неаполітанському королівству. Деякі міста півночі: Венеція, Флоренція, Генуя тощо, мають статус міст-республік.
Майже весь Піренейський півострів займають християнські Кастилія і Леон, де править Енріке IV (до 1474), Арагонське королівство на чолі з Хуаном II (до 1479) та Португалія, де королює Афонсо V (до 1481). Під владою маврів залишилися тільки землі на самому півдні.
Едуард IV є королем Англії (до 1470), королем Данії та Норвегії — Кристіан I (до 1481), королем Швеції — Карл VIII Кнутсон. Королем Угорщини є Матвій Корвін (до 1490), а Богемії — Їржі з Подєбрад (до 1471). У Польщі королює, а у Великому князівстві Литовському княжить Казимир IV Ягеллончик (до 1492).
Частина руських земель перебуває під владою Золотої Орди. Галичина входить до складу Польщі. Волинь належить Великому князівству Литовському. Московське князівство очолює Іван III Васильович (до 1505).
На заході євразійських степів від Золотої Орди відокремилися Казанське ханство, Кримське ханство, Ногайська орда. У Єгипті панують мамлюки, а Мариніди — у Магрибі. У Китаї править династія Мін. Значними державами Індостану є Делійський султанат, Бахмані, Віджаянагара. В Японії триває період Муроматі.
У Долині Мехіко править Ацтецький потрійний союз на чолі з Монтесумою I (до 1469). Цивілізація майя переживає посткласичний період. В Імперії інків править Панчакутек Юпанкі (до 1471).

## Події
- Після смерті Козімо Медічі Флоренцію очолив П'єро ді Козімо Медічі.
- Розпочався понтифікат Павла II.
- Карл VIII Кнутсон повернувся на шведський престол.
- У Брюгге відбулося перше засідання Генеральних штатів Нідерландських провінцій.
- У битві під Геджлі-Мур йоркісти на чолі з Джоном Невіллом завдали поразки ланкастерцям.
- Англійський король  Едуард IV потайки одружився з Єлизаветою Вудвіл.
- Джон Невілл завдав ще однієї поразки ланкастерцям у битві поблизу Гексема. Ця перемога поклала край організованому опору ланкастерців на кілька років.
- Французький король Людовик XI створив королівську поштову службу.
- Імператором Китаю став Чжу Цзяньшень.

## Померли
- 1 серпня — На 75-у році життя помер Козимо Медичі (старший), флорентійський банкір, державний діяч, засновник династії правителів Флоренції.
- Дезідеріо да Сеттіньяно, італійський скульптор флорентійської школи.